# Hirohiko Araki
Toshiyuki Araki (jap. 荒木 利之 Araki Toshiyuki; ur. 7 czerwca 1960), znany pod pseudonimem Hirohiko Araki (jap. 荒木 飛呂彦 Araki Hirohiko) – japoński rysownik mang. 

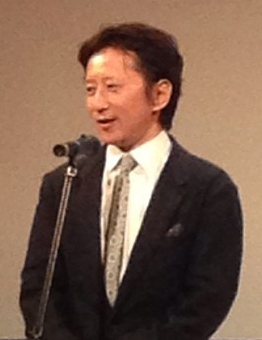
Hirohiko Araki

Opuścił szkołę, zanim skończył studiować w Uniwersytecie Edukacji Miyagi. Jego najbardziej znaną pracą jest JoJo's Bizarre Adventure, która ukazywała się co tydzień w Shūkan Shōnen Jump, od 1986 do 2004 roku, a następnie co miesiąc w Ultra Jump. Wiele jego mang zostało wydanych także w Europie. 

## Prace
- Buso Poker (1980)
- Autoro Man (1982)
- Virginia ni Yohroshiku (1982)
- Magic Boy B.T. (魔少年ビーティー mashōnen bītī 1982–1983)
- Baoh (1984–1985)
- Gorgeous Irene (1985–1986)
- JoJo's Bizarre Adventure (1986—trwa)
- JoJo 6251 (1993) (Artbook)
- Under Execution, Under Jailbreak (1999)
- JOJO A-GO!GO! (2000) (Artbook)
- The Lives of Eccentrics (2004)